# Bridget Bevan
Bridget Bevan (batejada el 30 d'octubre de 1698 – 11 de desembre de 1779), també coneguda com a Madame Bevan, va ser una educadora i benefactora gal·lesa. Va ser la principal partidària de la tasca educativa del sacerdot anglicà evangèlic Griffith Jones i el sistema d'escoles circulants que va fundar.

## Vida
Va néixer a Derllys Court, Llannewydd a Sir Gaerfyrddin, Gal·les, el 1698. Va ser la filla més jove del filantrop John Vaughan (1663-1722), patró de les escoles de la Society for Promoting Christian Knowledge (SPCK) al mateix comtat, i la seva dona, Elizabeth Thomas. El 30 de desembre de 1721, a l'església de Merthyr, es va casar amb un advocat local i membre del Parlament per Carmarthen, Arthur Bevan (1689-1743). Va ser l'hereva del seu oncle, John Vaughan de Derllys.
Va seguir l'interès de son pare per la filantropia i, el 1731, va recolzar econòmicament un predicador local, Griffith Jones, per establir una escola experimental a Llanddowror, Carmarthenshire. Això es va convertir en el "sistema de circulació gal·lès d'escoles de caritat" (SPCK), que es va traslladar de poble a poble i va fomentar l'educació per a nens i adults en tot Gal·les. L'educació es feia en llengua gal·lesa. Bona part de la considerable riquesa de la senyora Bevan es va veure abocada a aquestes escoles lliures. Després que l'esposa de Jones morís el 1755, es va traslladar amb Bevan; i després de la seva mort el 1761, va assumir la direcció del projecte. Durant els divuit anys següents, va mostrar considerables habilitats empresarials i organitzatives. Entre 1736 i 1776, es van fundar 6.321 escoles i 304.475 acadèmics, tant adults com nens, hi van ensenyar. S'estima que en aquesta època la meitat de la població de Gal·les havia assistit a una escola circulant, i la nació va aconseguir una de les taxes d'alfabetització més altes d'Europa.
 El 1764, les notícies de l'èxit d'aquesta iniciativa educativa havien arribat a les orelles de Caterina la Gran de Rússia, que va ordenar als seus ministres fer investigacions sobre l'esquema d'aquest sistema educatiu.
Va morir a Laugharne, a Carmarthenshire, el 1779, i va deixar £10.000 de la seva riquesa a les escoles. Els familiars, no obstant això, van recórrer la seva voluntat i el cas va entrar al Tribunal de la Cancelleria, on va romandre durant un període de trenta anys, i la suma va pujar a més de £30.000. El 1804 es van alliberar els diners i es van dedicar als propòsits educatius previstos per la Sra. Bevan.
El 1854, les escoles van ser absorbides pel sistema de la Societat Nacional per a la Promoció de l'Educació Religiosa i van acabar amb el sistema d'escoles circulants que s'havia promogut.